# Carl Friedrich Wilhelm Peters
Carl Friedrich Wilhelm Peters (16 de abril de 1844 – 2 de diciembre de 1894) fue un astrónomo alemán. Su trabajo más importante fue el estudio de los cronómetros y el efecto de la temperatura y la humedad en su precisión.
Peters nació en Pulkowo, donde su padre, el astrónomo Christian August Friedrich Peters, trabajaba en el observatorio. La familia se mudó a Königsberg en 1849 y más tarde a Altona. Estudió astronomía y matemáticas en las universidades de Berlín, Kiel y Múnich antes de obtener un doctorado en la Universidad de Gotinga con una tesis sobre la determinación de la órbita del planeta menor 87 Sylvia. Se unió al observatorio de Hamburgo en 1867, trabajó en Altona en 1868 y Kiel en 1873 antes de convertirse en director del Observatorio de Königsberg en 1888 mientras también se desempeñaba como profesor de astronomía en la Universidad. Calculó la órbita de la estrella doble 61 Cygni y durante algún tiempo participó en determinaciones geodésicas de longitud y examinó la diferencia de longitud entre Altona y Kiel. También trabajó en la precisión de los cronómetros y examinó los efectos de la temperatura y la humedad en ellos. Entre 1883 y 1888 estuvo a cargo del observatorio de cronómetros navales en Kiel. Editó revisiones de la Astronomía práctica de Savich y de la Física cósmica de Müller-Pouillet.